# Ромер-Охенковская, Гелена
Ромер-Охенковская Гелена Антонина Рахеля (пол. Helena Romer-Ochenkowska; 2 августа 1875, Вильна — 26 марта 1947, Торунь, Поморское воеводство) — польская журналистка, художница, литератор, педагог.

## Биография
Родилась в Вильне 21 июля (2 августа) 1875 года в семье известного художника и помещика Альфреда Исидора Ромера и графини Ванды Ромер (из Сулистровских). Когда Гелене исполнился год, мать переехала из Вильны в родовую усадьбу Королиново (Лынтупы, Поставский район, Витебская область).
Первоначальное образование получила дома. В 1884 г. отец отправил ее на учебу в платный Краковский пансион Люции Желешкевич, который она окончила с отличием в 1892 г.
После возвращения в родные края стала принимать активное участие в культурно-просветительской сфере. В Камаях открыла чайную, которая стала своеобразным центром для ее дальнейшей деятельности. Организовала 6 передвижных библиотек: Королинове, Камаях, Кобыльнике (Нарочь), Свири, Лынтупах и Вишневе.
В Камаях, Конябичах и Королинове за свой счет открыла три школы, в которых обучалось по 50-60 учеников. В школе в Королиново занятия проводила сама. Школы работали тайно, так как царские власти не позволяли открывать частные школы.
В 1905 г. написала и издала учебник по географии под названием «Что есть на небе и земле» (в 1926 г. учебник был переиздан восемь раз). На основе личного педагогического опыта написала методичку «Советы для народных учителей».
В 1906-1908 гг. обучалась во Франции в Школе высших социальных наук (École des Hautes Études Sociales на улице Сорбонны). За время учебы подготовила исследование про французскую систему образования — «Szkola Batiniolska w Paryzu».
Продолжила учебу в Бельгии. За время учебы в университете на факультете журналистики и общественных наук написала курсовую работу «Немецкая иммиграция в Польшу и Россию» («Immigration allemands en Russie et en Pologne»). Получила диплом журналистки.
Будучи за границей, постоянно присылала свои заметки в газету «Виленский курьер».
С 1912 г. Гелена Ромер принимала участие в создании и поддержке «Независимой польской военной организации». В этот период познакомилась с Ю. Пилсудским.
В 1915 — 1916 гг. в Вильне преподавала историю Польши на популярных ремесленнических курсах Сигизмунда Наградского. В Народном университете имени А. Мицкевича обучала польскому языку малограмотных жителей.
В конце 1916 г. поехала в Варшаву, где работала в «Кружке полек»: организовывала библиотеки, занималась раздачей еды для голодающих, сотрудничала с Красным Крестом, отправляла корреспонденции в различные журналы.
Осенью 1917 г. возвращается в Королиново. Написала несколько популярных пьесок для крестьянских детей, в том числе «Стихотворная комедия для детей».
В 1919 г. стала работать в виленской газете «Наш край» (Nasz Kraj).
14.07.1920 г. большевики в Вильне арестовали Гелену Ромер-Охенковскую. Ее отпустили только благодаря заступничеству литовцев Михаила Биржишки и А. Алекнавичюса, однако она вынуждена была скрываться.
Когда большевики оставили Виленщину, Гелена вновь стала принимать активное участие в литературной и журналистской жизни края.
В 1920 -1923 гг. работала секретарем в виленской «Краевой газете» (Gazetа Krajowа).
В 1923 — 1925 гг. в газете «Слово» (Słowо) вела отдел рецензий. Газету она привозила из Вильны в Королиново и бесплатно раздавала крестьянам окрестных деревень, жителем в Камаях.
Затем перешла на работу в «Виленский курьер» (Kurier Wileński), редактором которого был Юзеф Батаревич, а издателем — Людвиг Хоминский из Ольшево (Мядельский район, Минская область). Подписывалась криптонимами Hro, H., R., H.R., Hr., r. или псевдонимами Spectator, Widz, Scypio.
В феврале 1931 г. Союз Писателей подготовил торжество по случаю 25-летней журналистской деятельности Гелены Ромер-Охенковской.
В 1932 г. вернулась в Королиново, так как тяжело заболела тетя Аделя и ее мать одна не справлялась по хозяйству.
В 1934 г. вернулась в Вильню, где продолжала активно заниматься литературной и журналистской деятельностью. Принимала участие в культурных мероприятиях, в «Литературных средах», сотрудничала с клубом «Наследие».
В 1939 г. в Западную Белоруссию пришла Красная армия. Имение национализировали вместе с квартирами Ромеров в Вильне, а в усадебном доме в Королиново открыли больницу. Гелена в спешном порядке передала книги своего отца в библиотеку имени Врублевского Академии наук Литвы. Гелену и ее мать, которой было 86 лет, не отправили в Сибирь по причине заступничества за нее местных жителей.
Во время немецкой оккупации в усадебном доме расположился гарнизон из 66 литовских полицейских. Небольшую комнату выделили Гелене и ее маме.
09.07.1944 фашисты сожгли соседнюю деревню Йодовцы, погорельцев разместили в их доме, а семейство Ромеров вновь выселили.
В апреле 1945 г. выехала на постоянное место жительства в Торунь (Польша), поселилась с родственницей Геленой Фелициановной Ромер (1860—1946).
Умерла 26.03.1947 г., похоронена на кладбище Св. апостола Якова в г. Торунь.

## Семья
В 1904 г. вышла замуж за Генриха Охенковского (1872 — 21.02.1925), герба «Гржимала». Некоторое время жили в его усадьбе Вуювка под Радзимином. Брак оказался непродолжительным и через пару лет они развелись. Детей у них не было.

## Избранные произведения
- Драма «Карилла или патриотическая любовь» (Karylla czyli miłość patriotyczna, 1904);
- Повесть «Маяки» (Majaki, 1911);
- Собрание новелл «Свои люди» (Swoi ludzie, 1922);
- Драма «Свадьба на Виленщине» (Wesele na Wileńszczyźnie, 1929);
- Собрание новелл «Тубыльцы» (Tutejsi, 1931);
- Драма «Год 1863 в Литве» (Rok 1863 na Litwie, 1934).

## Награды
- Офицерский крест Ордена Возрождения Польши (27.11.1927 г. «за заслуги в сфере национальной, общественной и литературной деятельности»).